# مری الیور
مری الیور (انگلیسی: Mary Oliver؛ ‏ ۱۰ سپتامبر ۱۹۳۵ – ۱۷ ژانویهٔ ۲۰۱۹) شاعر اهل ایالات متحده آمریکا بود که برنده جایزه ملی کتاب و جایزه پولیتزر شد. او برای سرودن اشعارش از طبیعت انگیزه و الهام می‌گرفت و عادت مادام‌العمر قدم زدن در دل طبیعت را حفظ کرد. مضمون شعرهای او حیرت از محیط طبیعی، تصویرسازی زنده، و دارای زبانی ساده و بی‌پیرایه بود. در سال ۲۰۰۷، او به عنوان پرفروش‌ترین شاعر در ایالات متحده آمریکا معرفی شد.

## اوایل زندگی
مری الیور در ۱۰ سپتامبر ۱۹۳۵ در میپل هایتس، اوهایو، یکی از حومه‌های نیمه‌روستایی کلیولند متولد شد. والدینش ادوارد ویلیام و هلن ام. الیور بودند. پدرش معلم مطالعات اجتماعی و مربی ورزشی در مدارس دولتی کلیولند بود.

الیور در دوران کودکی زمان زیادی را در طبیعت می‌گذراند، به پیاده‌روی می‌رفت یا کتاب می‌خواند. در مصاحبه‌ای با کریستیان ساینس مانیتور در سال ۱۹۹۲، او دربارهٔ کودکی‌اش در اوهایو چنین گفت:
«زندگی بی‌پیرایهٔ شبانی بود، دلنشین بود، خانواده‌ای گسترده داشتم. نمی‌دانم چرا چنین ارتباط عمیقی با دنیای طبیعت بیرون احساس می‌کردم، جز اینکه در دسترسم بود. این اولین دلیل است. درست روبه‌رویم قرار داشت. و به هر دلیلی، اولین ارتباط‌های مهم و نخستین تجربیاتم را بیشتر با طبیعت داشتم تا با جامعه.»
 در مصاحبه‌ای در سال ۲۰۱۱ با ماریا شرایور الیور خانواده‌اش را ناسالم توصیف کرد و گفت کودکی بسیار سختی داشته، اما نوشتن به او کمک کرده بود دنیای خودش را بسازد. او در این مصاحبه فاش کرد که در کودکی مورد آزار جنسی قرار گرفته و کابوس‌های مکرر داشته است.
الیور از ۱۴ سالگی سرودن شعر را آغاز کرد. او دبیرستان محلی را در میپل هایتز به پایان رساند. در تابستان ۱۹۵۱، زمانی که ۱۵ ساله بود، در اردوی ملی موسیقی در انترلوکن، میشیگان (که اکنون به عنوان کمپ هنر اینتِرلوکن شناخته می‌شود) شرکت کرد و در بخش سازهای کوبه‌ای ارکستر دبیرستان ملی فعالیت داشت. در ۱۷ سالگی، او به خانهٔ ادنا سنت وینسنت میلی، شاعر برندهٔ جایزه پولیتزر در آسترلیتز، نیویورک سفر کرد. در آنجا با نورما میلی، خواهر این شاعر فقید، دوستی نزدیکی برقرار کرد. الیور و نورما شش تا هفت سال بعدی را صرف مرتب‌سازی و سازماندهی دست‌نوشته‌های ادنا سنت وینسنت میلی در املاک او کردند.
الیور در اواسط دههٔ ۱۹۵۰ در دانشگاه ایالتی اوهایو و کالج واسر تحصیل کرد، اما از هیچ‌یک از این دو دانشگاه مدرکی دریافت نکرد.

## دوران حرفه‌ای
الیور در املاک استیپلتاپ (Steepletop)، محل زندگی ادنا سنت وینسنت میلی، به عنوان منشی خواهر این شاعر کار می‌کرد. نخستین مجموعهٔ اشعار او با عنوان بی سفر، و شعرهای دیگر در سال ۱۹۶۳، زمانی که ۲۸ ساله بود، منتشر شد. در اوایل دههٔ ۱۹۸۰، الیور در دانشگاه کیس وسترن رزرو تدریس کرد. پنجمین مجموعهٔ شعر او، آمریکایی اولیه، در ۱۹۸۴ برندهٔ جایزه پولیتزر در شعر شد. او در سال ۱۹۸۶ شاعر مقیم دانشگاه بوکنل و در ۱۹۹۱ نویسندهٔ مقیم در کالج سوییت برایر بود. سپس به بنینگتون، ورمانت نقل مکان کرد و تا ۲۰۰۱ در کالج بنینگتون کرسی کاترین آزبورن فاستر برای تدریس برجسته را در اختیار داشت.
الیور جوایز کریستوفر و جایزه قلم نیوانگلند را برای مجموعهٔ خانه نور (۱۹۹۰) دریافت کرد. مجموعهٔ اشعار جدید و برگزیده (۱۹۹۲) نیز برندهٔ جایزه ملی کتاب شد. آثار او الهام خود را از طبیعت می‌گیرند و حسی از شگفتی و تحسین آن را به تصویر می‌کشند. او در شعری با عنوان وقتی مرگ می‌آید از کتاب اشعار جدید و برگزیده می‌نویسد:
«وقتی همه‌چیز تمام شد، می‌خواهم بگویم: تمام زندگی‌ام / عروسی بودم که با شگفتی ازدواج کرده بود. دامادی که دنیا را در آغوش گرفته بود.» مجموعه‌های ساعات زمستان: نثر، نثر، منظوم و منظوم (۱۹۹۹)، چرا زود بیدار می‌شوم (۲۰۰۴) و اشعار جدید و برگزیده، جلد دوم (۲۰۰۴) به توسعهٔ این مضامین پرداختند. بخش‌های اول و دوم مجموعهٔ برگ و ابر در کتاب‌های بهترین اشعار آمریکایی سال‌های ۱۹۹۹ و ۲۰۰۰ گنجانده شده‌اند. مقالات او نیز در بهترین مقالات آمریکایی در سال‌های ۱۹۹۶، ۱۹۹۸ و ۲۰۰۱ منتشر شده‌اند. الیور ویراستار نسخهٔ ۲۰۰۹ این مجموعه نیز بود.

## زندگی شخصی
در اواخر دهه ۱۹۵۰، مری الیور در سفری به آسترلیتز با مالی مالون کوک عکاس، آشنا شد. این آشنایی به بیش از ۴۰ سال شراکت زندگی و همراهی میان آن‌ها انجامید. الیور پس از درگذشت کوک، کتابی با عنوان دنیای ما  منتشر کرد که شامل عکس‌ها و یادداشت‌های کوک بود. او در این کتاب دربارهٔ اولین دیدارشان نوشت: «نگاهی به او انداختم و یک‌باره دل باختم.» کوک همچنین مدیر ادبی الیور بود. آن‌ها بیشتر زندگی خود را در پراوینستاون، ماساچوست گذراندند و تا زمان درگذشت کوک در ۲۰۰۵ در آنجا اقامت داشتند. الیور تا مدت‌ها پس از مرگ شریک زندگی‌اش در پراوینستاون ماند تا اینکه بعدها به فلوریدا نقل مکان کرد. الیور دربارهٔ پراوینستاون گفته است: «من هم عاشق این شهر شدم، آن هم‌نشینی بی‌نظیر زمین و دریا؛ نوری که یادآور مدیترانه است؛ ماهیگیرانی که با تلاش سخت و در قایق‌هایی ترسناک و کوچک امرار معاش می‌کنند؛ و همچنین هنرمندان و نویسندگانی که ساکن آنجا هستند یا گاه به آنجا سفر می‌کنند.[...] من و مالی تصمیم گرفتیم همان‌جا بمانیم.»
مری الیور به حریم خصوصی‌اش بسیار اهمیت می‌داد و بسیار کم مصاحبه می‌کرد، چراکه معتقد بود آثارش خود به‌تنهایی گویای همه چیز هستند.

## درگذشت
در سال ۲۰۱۲، مری الیور به سرطان ریه مبتلا شد، اما تحت درمان قرار گرفت و بهبود یافت، به‌طوری که پزشکان وضعیت او را کاملاً سالم اعلام کردند.[16] بااین‌حال، او در ۱۷ ژانویه ۲۰۱۹، در سن ۸۳ سالگی بر اثر لنفوم درگذشت.